# Aleksandar Jovančević
Aleksandar Jovančević, cyr. Александар Јованчевић (ur. 5 czerwca 1970 w Petrinji) – zapaśnik socjalistycznej, a potem federalnej republiki Jugosławii, walczący w stylu klasycznym. Olimpijczyk z Atlanty 1996, gdzie zajął dziewiąte miejsce w kategorii 82 kg.
Siódmy na mistrzostwach świata w 1995 i 1998. Brązowy medalista mistrzostw Europy w 1997. Trzeci na igrzyskach śródziemnomorskich w 1997 roku.